# سیارک ۵۵۲۴
سیارک ۵۵۲۴ (به انگلیسی: 5524 Lecacheux، نامگذاری:1991RA30) پنج هزار و پانصد و بیست و چهارمین سیارک کشف شده‌است که در ۱۵ سپتامبر ۱۹۹۱ کشف شد.
قدر مطلق سیارک برابر ۱۳٫۰۰ است.